# Rétaud
Rétaud – miejscowość i gmina we Francji, w regionie Nowa Akwitania, w departamencie Charente-Maritime.
Według danych na rok 1990 gminę zamieszkiwało 805 osób, a gęstość zaludnienia wynosiła 40 osób/km² (wśród 1467 gmin regionu Poitou-Charentes Rétaud plasuje się na 382 miejscu pod względem liczby ludności, natomiast pod względem powierzchni na miejscu 395).